# Schweizer Strassen-Radmeisterschaften 1892
Die Schweizer Strassen-Radmeisterschaften 1892 waren die erste Austragung des schweizerischen Meisterschaftsfahren im Strassenradsport. Sie fanden am 3. Juli 1892 in Biel/Bienne im Rahmen des Velofestes statt.

## Rennverlauf und Ergebnis
Insgesamt 91 Fahrer hatten für das Meisterschaftsfahren gemeldet, 80 Fahrer starteten am Sonntag, den 3. Juli 1892, um 7:10 Uhr in Bözingen und begaben sich auf die 100 Kilometer lange Strecke mit Wendepunkt in Egerkingen. Die ersten Fahrer kehrten nach etwa 3:45 Stunden zum Start und Ziel in Bözingen zurück. Das Rennen gewann Edouard Wicky aus Lausanne vor seinem Bruder Eugène Wicky sowie den Genfern Benjamin Crausaz und John Corbaz. Gegen 13:05 Uhr, knapp sechs Stunden nach dem Start, hatten 54 Teilnehmer das Ziel erreicht. Die sechs schnellsten Fahrer erhielten Geldpreise von 200, 100, 80, 60, 50 und 40 Schweizer Franken.
| Platz | Sportler                           | Zeit (h)   |
| ----- | ---------------------------------- | ---------- |
| 1     | Edouard Wicky (Lausanne)           | 3:45:35,00 |
| 2     | Eugène Wicky (Lausanne)            | 3:45:37,00 |
| 3     | Benjamin Crausaz (Genf)            | 3:45:42,00 |
| 4     | John Corbaz (Genf)                 | 3:45:45,00 |
| 5     | Eugène Grandjean (Biel/Bienne)     | 3:48:22,50 |
| 6     | Louis Bovard (Cully)               | 3:48:22,75 |
| 7     | Emile Meyer (Yverdon)              |            |
| 8     | Paul Perrenoud (La Chaux-de-Fonds) |            |
| 9     | Francis Piguet (Payerne)           |            |
| 10    | Fritz Grunder (Fleurier)           |            |
| 11    | L. E. Thiébaud (La Chaux-de-Fonds) |            |
| 12    | Léon Boillot (La Chaux-de-Fonds)   |            |
| 13    | Arthur Jaccard (Yverdon)           |            |
| 14    | Jacques Thiébaud (Le Locle)        |            |
| 15    | René Meyrat (Le Locle)             |            |
| 16    | Bernard Brosi (Basel)              |            |
| 17    | Henri Gallmann (Küsnacht)          |            |
| 18    | Jacob Müller (Amriswil)            |            |
| 19    | Albert Gruninger (Cully)           |            |
| 20    | Edouard Keller (Biel/Bienne)       |            |
| 21    | Samuel Fuchs (Biel/Bienne)         | 4:32:23,00 |